# كلود جوزيف روجيه دي ليزلي
كلود جوزيف روجيه دي ليزلي (بالفرنسية: Claude Joseph Rouget de Lisle)‏ وهو ضابط في الجيش الفرنسي تواجد في فترة حروب الثورة الفرنسية ولد في يوم 10 مايو 1760 في بلدة لونس لي سونير في فرنسا وقد عرف بكتابته كلمات وألحان النشيد الوطني الفرنسي في سنة 1792 لامارسييز وألذي لا يزال النشيد الوطني الفرنسي حتى اليوم وتوفي في 26 يونيو 1836.

## روابط خارجية
- كلود جوزيف روجيه دي ليزلي على موقع IMDb (الإنجليزية)
- كلود جوزيف روجيه دي ليزلي على موقع الموسوعة البريطانية (الإنجليزية)
- كلود جوزيف روجيه دي ليزلي على موقع ألو سيني (الفرنسية)
- كلود جوزيف روجيه دي ليزلي على موقع ميوزك برينز (الإنجليزية)
- كلود جوزيف روجيه دي ليزلي على موقع قاعدة بيانات الأفلام السويدية (السويدية)
- كلود جوزيف روجيه دي ليزلي على موقع أول ميوزيك (الإنجليزية)
- كلود جوزيف روجيه دي ليزلي على موقع ديسكوغز (الإنجليزية)